# Skyler Woodward
Skyler Woodward (* 7. Mai 1993 in Paducah, Kentucky) ist ein US-amerikanischer Poolbillardspieler.

## Karriere

### Einzel
Woodward begann im Alter von zehn Jahren Billard zu spielen. Bereits vier Jahre später wurde er bei einem Turnier der Midwest 9-Ball Tour Siebter. Im Januar 2012 kam er beim 9-Ball-Wettbewerb des Derby City Classics auf den 22. Platz. Im November 2012 wurde er Vierter bei einem Turnier der Midwest 9-Ball Tour. Beim Derby City Classic 2013 erreichte er den vierten Platz im Bank-Pool-Wettbewerb sowie den 34. Platz im 9-Ball. Im Juni 2013 schaffte er beim Bank-Pool-Turnier des Southern Classic den Einzug ins Finale, das er jedoch gegen Alex Pagulayan verlor. Drei Monate später gelang ihm sein erster Turniersieg auf der Midwest 9-Ball Tour.
Beim Derby City Classic 2014 gewann er gegen Francisco Bustamante das Bank-Pool-Ring-Game. Im März 2014 wurde er bei der US Bar Box Championship Dritter im 9-Ball und Fünfter im 8-Ball. Darüber hinaus gewann er 2014 das Big Tyme Classic, die Smokin Aces Bar Box 9-Ball Open sowie die ein Turnier der Midwest 9-Ball Tour. Im Finale des Carom Room Classic 2014 unterlag er hingegen Justin Bergman mit 4:9.
Beim Derby City Classic 2015 erreichte Woodward den sechsten Platz im 9-Ball-Wettbewerb. Drei Wochen später zog er ins 10-Ball-Finale der US Bar Box Championship und verlor dort gegen den Philippiner Jeffrey Ignacio. Im April 2015 gewann er im Finale gegen Shane van Boening das Carom Room Spring Classic. Nachdem er bei den US Open im 8-Ball Siebter und beim 24. Turning Stone Casino Classic Dreizehnter geworden war, gewann er im September 2015 durch einen Finalsieg gegen Charlie Bryant (6:9 und 9:6) die Texas Open. Im Oktober 2015 wurde er Dritter beim Cheesehead Classic und erreichte bei den US Open im 9-Ball den 25. Platz.
Anfang 2016 gewann Woodward das Music City Classic, die Texas 10-Ball Championship und die Chinook Winds Open im 8-Ball. Bei der US Open 10-Ball Championship 2016 wurde er Vierter. Im Juli 2016 nahm er erstmals an der 9-Ball-Weltmeisterschaft teil. Nach einer Auftaktniederlage gegen Oliver Ortmann, besiegte er Omran Salem mit 9:3, ehe er nach einer 5:9-Niederlage gegen Wojciech Szewczyk in der Vorrunde ausschied. Wenige Wochen später erreichte er im 10-Ball erneut das Finale der US Bar Box Championship und verlor dort gegen Justin Bergman. Bei den Texas Open 2016 schaffte er es als Titelverteidiger ins Finale, in dem er sich jedoch dem Kanadier John Morra mit 5:9 und 5:9 geschlagen geben musste. Darüber hinaus wurde er 2016 Zweiter beim 4-Bears 8-Ball Classic und Sieger bei den Chinook Winds Open im 10-Ball.

### Mannschaft
2015 wurde Woodward erstmals für den Mosconi Cup nominiert. Mit 22 Jahren und sieben Monaten war er der jüngste Spieler, der bislang im amerikanischen Mosconi-Cup-Team eingesetzt wurde. Er löste damit Corey Deuel ab, der bei seiner ersten Teilnahme (2000) 23 Jahre alt war. Woodward wurde insgesamt sechsmal eingesetzt. Im 18. Spiel des Turniers unterlag er dem Österreicher Albin Ouschan mit 4:5, wodurch sich das europäische Team den Sieg sicherte. 2016 verloren die USA mit 3:11. Im Doppel mit Justin Bergman gewann Woodward dabei einen der drei Punkte für die USA.